# Binneya notabilis
Binneya notabilis es una especie de molusco gasterópodo de la familia Arionidae en el orden de los Stylommatophora.

## Distribución geográfica
Es endémica de los Estados Unidos.